# Patriarchat Wenecji
Patriarchat Wenecji – archidiecezja Kościoła rzymskokatolickiego w północno-wschodnich Włoszech, w regionie kościelnym Triveneto. Biskup diecezjalny ze względów historycznych i honorowych używa tytułu patriarchy, stąd i cała archidiecezja określana jest jako patriarchat. Pierwsza administratura kościelna na tym terenie została ustanowiona w 774 i nosiła nazwę diecezji Olivolo lub diecezji Rialto. W 1091 ustalona została nazwa diecezja Castello. 8 października 1451 została ona połączona z istniejącym od VI wieku patriarchatem Grado i od tego czasu biskupi Wenecji zaczęli sami posługiwać się tytułem patriarchy. W 1818 patriarchat uzyskał swoje obecne granice terytorialne.